# Gabriel Poix
Pour les articles homonymes, voir Poix.
Gabriel Augustin Poix est un rameur français né le 8 novembre 1888 à Paris (11e arrondissement) et mort le 23 janvier 1946 à Nogent-sur-Marne.

## Carrière sportive
Il a participé aux Jeux olympiques d'été de 1912 à Stockholm, et aux JO de 1920 à Anvers.

## Divers
Il fut membre de la Société Nautique de la Marne.

## Palmarès
- Champion d'Europe en deux de pointe avec barreur homme, en 1913, à Gand, associé à Maurice Bouton.
- Champion d'Europe en deux de pointe avec barreur homme, en 1920, à Mâcon, associé à Maurice Bouton.
- Vice-Champion Olympique en 1920, en deux de pointe avec barreur homme, associé à Maurice Bouton et Ernest Barberolle.
- Vice-Champion Olympique en 1924